# 阿弥陀寺 (諏訪市)
阿弥陀寺（あみだじ）は、長野県諏訪市にある浄土宗の寺院。山号は法国山。
文禄4年（1595年）、河西浄西という念仏行者が岩窟に十一面観音坐像を祀って不断念仏の道場とし、慶長3年（1598年）、廻国修行の途上に訪れた尾張国の弾誓上人が5年間滞在し開山となった。その後は遺徳を偲んで多くの念仏行者が諸国から集まるようになり、堂宇が充実した。弾誓はその後、大町に弾誓寺を開いている。
諏訪湖畔を見下ろす唐沢山の参道を上ると、石垣塚の嶽門があり、巨大な岩壁には11世徳本、12代世徳住両上人による「南無阿弥陀仏」の名号がある磨崖碑が彫らている。その先に本堂があり、その裏手の岩壁には本尊を祀る岩屋堂がある。